# Neven Barbour
Neven Barbour (* 1947 oder 1948) ist ein ehemaliger neuseeländischer Squashspieler, -trainer und -funktionär.

## Karriere
Neven Barbour, der 1963 im Alter von 15 Jahren mit dem Squashsport in Berührung kam, war in den 1970er- und 1980er-Jahren als Squashspieler aktiv. Von 1972 bis 1983 war er Mitglied der neuseeländischen Nationalmannschaft. Mit dieser nahm er 1973, 1976, 1977, 1979, 1981 und 1983 an der Weltmeisterschaft teil. 1977 wurde er mit der Mannschaft hinter Pakistan Vizeweltmeister. Im Einzel stand er 1980 im Hauptfeld der Weltmeisterschaft und erreichte die zweite Runde. Er gewann 1973 und 1974 die neuseeländische Landesmeisterschaft.
Er war Präsident der Oceania Squash Federation sowie ab 2002 Vizepräsident der World Squash Federation. 2010 wurde er in die New Zealand Squash Hall of Fame aufgenommen. Bereits 1990 hatte ihn der neuseeländische Squashverband, dessen Vorstandsvorsitzender er zeitweise gewesen war, zum Mitglied auf Lebenszeit ernannt. Auch war er als Trainer der Nationalmannschaft tätig und betreute sie unter anderem bei der Weltmeisterschaft 1999.
Barbour ist seit 1969 mit Julie Greendale verheiratet, die ebenfalls Squashspielerin auf nationaler Ebene war. Er hat einen Sohn.

## Erfolge
- Vizeweltmeister mit der Mannschaft: 1977
- Neuseeländischer Meister: 1973, 1974